# 헬테이커
헬테이커(영어: Helltaker)는 무료 인디 퍼즐, 어드벤처 게임이자 연애 시뮬레이션 게임이다. 폴란드의 개발자 Vanripper(Łukasz Piskorz)가 디자인했으며, 2020년에 출시되었다. "정장을 차려입은 악마 소녀들에 대한 짧은 게임"으로 설명되어 있다.

## 스토리
어느날, 주인공은 여악마 베엘제붑을 꿈에서 만나게 된다. 그리고 잠에서 깨어나자 여악마들을 모아 하렘을 만드는 생각을 해본다. 그리고 자신의 생각을 현실에서 이루고 싶어져 지옥으로 떠나게 된다.

## 등장인물
헬테이커 (Helltaker) 
이 게임의 주인공 격이다. 여악마를 모아 하렘을 만드려고 하며 항상 선글라스를 쓰고 다닌다.
판데모니카 (Pandemonica) 
챕터 1에서 등장하는 "피곤한 악마"로 지옥을 뜻하는 판데모니움와 여자를 뜻하는 모니카의 이름을 따왔다. 초반 진행에서 게임에 도움이 되는 조언을 해준다. 이중인격으로, 다른 인격은 전혀 반대 성격이다. 커피를 마시면 '가학적인 악마'로 변한다.
모데우스 (Modeus) 
챕터 2에서 등장하는 "색욕의 악마"로 아스모데우스를 모티브로 한다. 터틀넥에 정장을 입은 모습으로, 개발 당시에는 소도미라고 붙여졌으나 알파 테스트 직전 이름이 바뀌었다. 모데우스와 만났을 때 "너랑 나랑. 지금 바로."라는 말과 함께 선택지가 주어지는데, 만약 수락한다는 선택을 하면 도망치지 못하게 다리를 부러뜨려 게임 오버가 된다.
케르베로스 (Cerberus) 
챕터 3에서 등장하는 "세쌍둥이 악마"로 말 그대로 케르베로스를 모티브로 했기 때문에 다른 악마들과 달리 동물의 귀가 달려있다. 이름답게 세 쌍둥이지만 하나의 영혼을 공유하고 있으며 초기 이름은 하나로 더 어린 디자인이였다고 한다.
말리나 (Malina) 
챕터 4에서 등장하는 "시큰둥한 악마"로 소매를 걷은 정장을 입고 있다. 시큰둥한 표정을 짓고 성격이 까칠하며 즈드라다의 동생이다. 고전 턴제게임을 즐긴다.
즈드라다 (Zdrada) 
챕터 5에서 등장하는 "상스러운 악마"로 폴란드어로 "배신"을 뜻한다. 말리나와는 달리 상스러운 성격을 가지고 있으며 말리나의 언니이고, 담배를 피고 다닌다. 또, 다른 악마들과 다르게 목에 십자가를 걸고 있다.
아자젤 (Azazel) 
"호기심 많은 천사"로 천사 캐릭터이다. 목에 십자가를 걸고 있으며 악마와 상반된 존재임을 나타내기 위해 악마들과는 달리 순백색 의상과 흑발, 벽안을 가지고 있다. 아자젤과 만났을 때 선택지에서 "천국에 가고 싶어."라고 선택하면 천국에 가게 된다.
저스티스 (Justice) 
"끝내주는 악마"로 쾌활한 성격을 가지고 있으며 "끝내준다"는 감탄사를 자주 내뱉는다. 헬테이커 캐릭터 중 유일하게 어떤 선택지를 선택해도 성공한다. 헬테이커와 비슷하게 항상 선글라스를 쓰고 있으며 그 이유는 예전 전투로 인한 장님이라고 한다. 팔에 고위 기소관 저스티스 의 줄임말이 써진 완장을 차고 있으며, 저지먼트 전의 고위 기소관이자 예전에는 엄청나게 강했다고 한다.
루시퍼 (Lucifer) 
"지옥의 CEO"로 이 게임의 타이틀 히로인이다. 팬케이크를 좋아하며 엔딩에서 앞치마를 입고 팬케이크를 만드는 것을 볼 수 있다. 베엘제붑처럼 탈색된 하얀 뿔을 가지고 있으며, 굉장히 오랜 시간동안 산 것을 알 수 있다.
저지먼트 (Judgement) 
"고위 기소관"으로 정장의 모습을 찾기가 힘들 정도의 노출과 금속 장식과 사슬로 이루어진 복장을 착용한 악마이다. 다른 악마와는 달리 짙은 회색의 피부를 지니고 있으며 눈동자도 발광하는 하얀색을 띄고 있다. 팔의 완장과 재킷의 등 부분에는 로마 숫자인 XX가 써져있는데 이는 타로 카드에서 20번째 카드인 "심판"을 의미한다. 이 게임의 최종보스로 죄악의 기계를 사용한다. 이때부터 게임 장르가 퍼즐이 아닌 슈팅 게임으로 변한다.
베엘제붑 (Beelzebub) 
"위대한 파리"로 파리의 모습을 하고 있으며 게임의 인트로에서 내레이션을 맡았다. 비밀의 석판을 모아 별 모양이 있는 양탄자 위에서 새겨진 대로 움직이면 베엘제붑이 갇혀 있는 심연으로 가는 포털이 열린다. 만약 포털 안으로 들아가면 베엘제붑이 인간형으로 변하고, 이야기는 끝난다. 히든 엔딩 이전에 베엘 제붑이 들려주는 이야기를 듣는 것이 자신의 이야기를 듣는 헬테이커 라는것을 알 수 있다. 루시퍼처럼 하얀 뿔을 가지고 있으며, 이유는 심연 속에 갇혀서 굉장히 오랜 세월을 보낸 것으로 추정된다. 여담으로, 베엘제붑을 가둔 자가 루시퍼 혹은 저스티스로 추정된다.

## 개발
트위터에 "vanripper"로 알려진 Łukasz Piskorz는 약 1년 넘게 게임 전체를 스스로 개발했다. Piskorz에 따르면, 헬테이커의 주인공이 Leisure Suit Larry 비디오 게임의 주인공을 연상시킨다고 한다.
게임은 무료로 할 수 있고, 게임에 등장하는 펜케이크 아트북과 레시피는 별도로 판매한다.
공식적으로는 영어로밖에 플레이하지 못하지만, 개발자가 스스로 폴란드어 번역 패치를 만드는 동영상과 함께 비공식 번역판을 제작하는 것을 허락하였다. 그래서 비공식 한국어판으로도 플레이할 수 있다.